# 吉川兼光

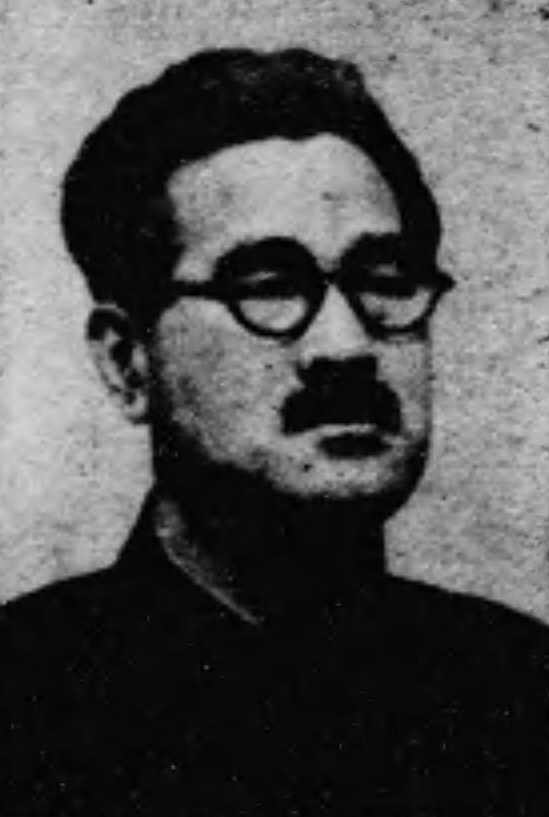
吉川兼光

吉川 兼光（よしかわ かねみつ、1902年10月27日 - 1973年3月31日）は、日本の政治家。民社党衆議院議員（7期）。

## 経歴
福岡県京都郡行橋町（現行橋市）の被差別部落の出身。早稲田大学で学んだ後、1925年専修大学経済科を卒業する。その後、ウィーン大学で留学する。毎日新聞
記者、京城日報論説委員、中央大学講師、船橋農林学校（現在の千葉県立薬園台高等学校園芸科）校長を経て、1946年の第22回衆議院議員総選挙で千葉県から日本社会党公認で立候補して初当選する
。1947年の第23回総選挙でも当選。この選挙で当選した部落出身議員には、ほかに田中松月、田中織之進、加藤静雄、松井豊吉、宮村又八がいた。以来、第25回から第28回までと第30回総選挙で再選され、衆議院議員を通算7期務める。のち民主社会党に移る。1967年の第31回衆議院議員総選挙で落選。政界を引退した。1973年死去。

## 親族
- 兄 田原春次（衆議院議員）[3]